# Valborg (cràter)
Valborg és un cràter d'impacte en el planeta Venus de 20 km de diàmetre. Porta el nom d'un antropònim danès, i el seu nom va ser aprovat per la Unió Astronòmica Internacional el 1985.